# 天理村
45°51′11″N 126°51′14″E / 45.8530°N 126.8540°E

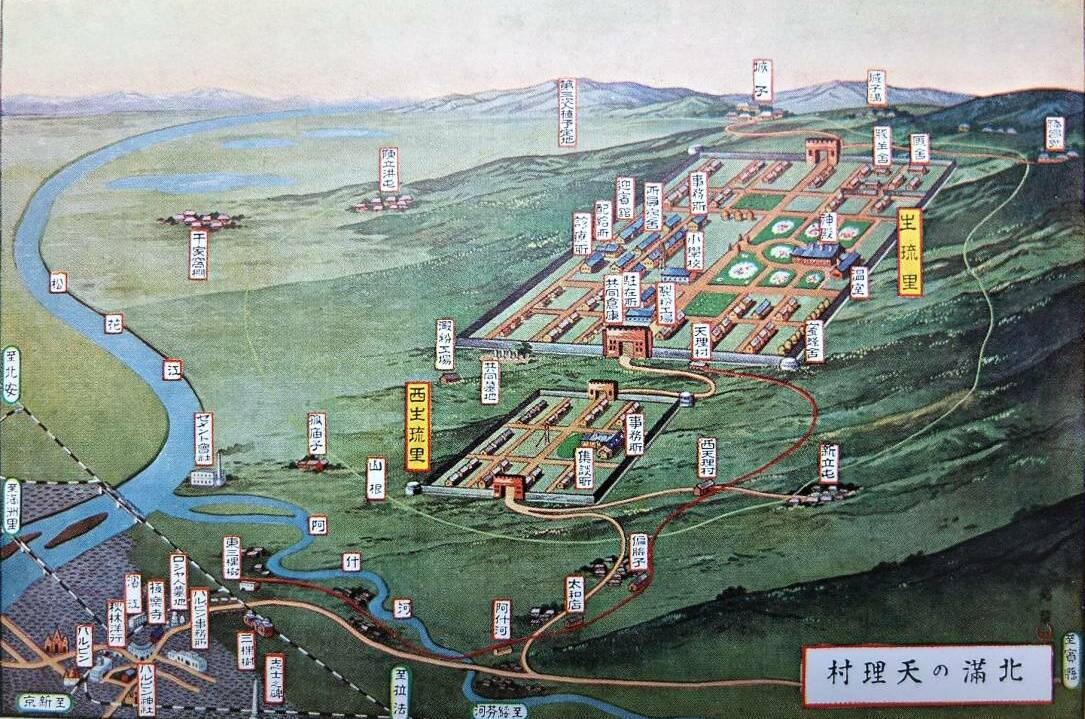
1935年的天理村

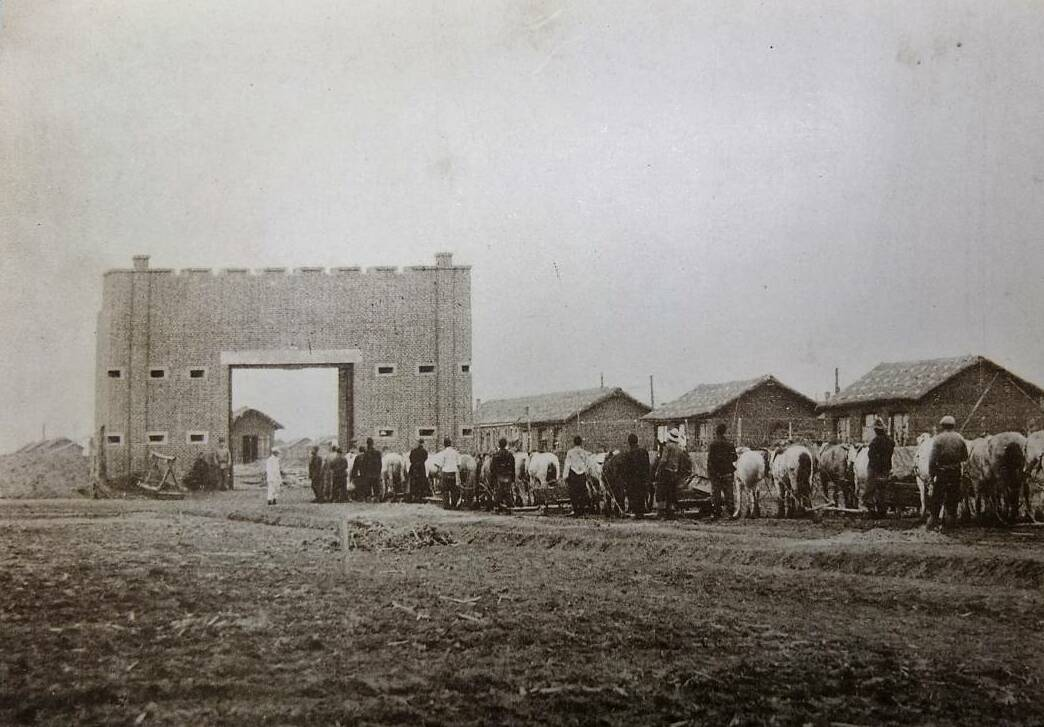
正在返回天理村的村民。村落的大门修筑有防御工事，带有射击孔

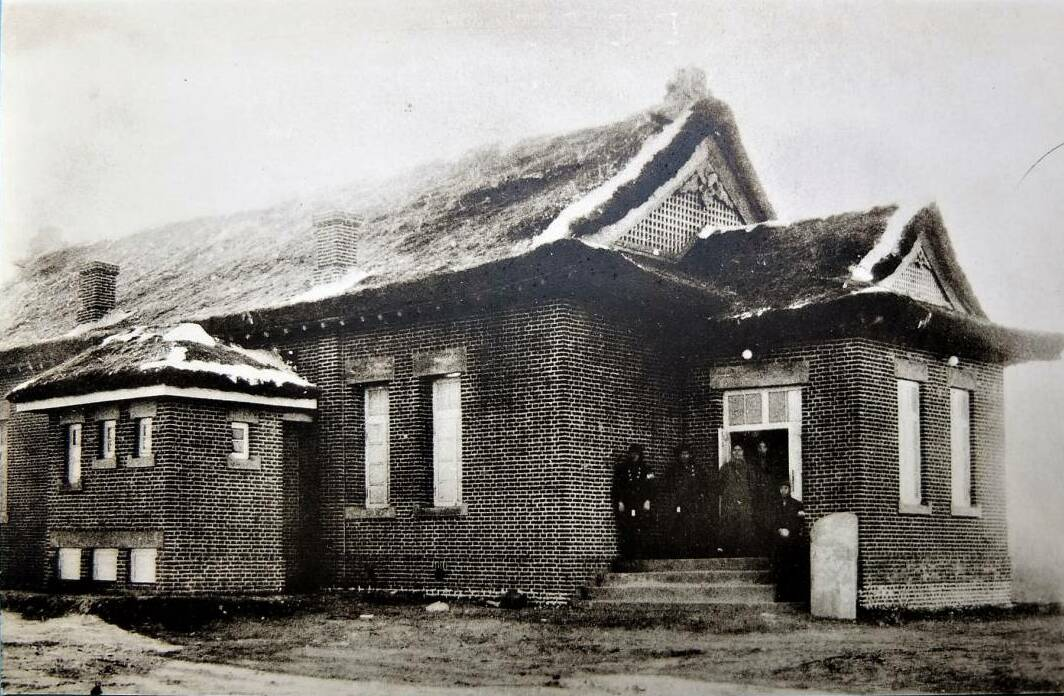
天理村的生琉里教会

天理村（日语： tenri mura）是1934年于满洲国建立的以天理教信徒为成员的开拓村，其所在地位于今黑龙江省哈尔滨市道外区民主镇光明村天里屯。

## 背景
天理教在满洲地区的传教始于1905年4月，日俄战争的奉天会战刚刚结束，高部直太郎前往安东县传教，1911年2月，天理教的安东宣教所成立。1913年11月，天理教的满洲布教管理所成立，下辖安东宣教所和大连宣教所。1916年时满洲布教管理所有宣教师约40人，下辖教会有6个，包括长春、辽阳等。满铁对天理教提供了支持，有的教会的土地来自满铁的无偿提供，也有一些宣教师获得了满铁的半价乘车优惠资格。:31,34

## 历史

### 准备
1932年2月（满洲国建立前不久），天理教派出“皇军慰问使”慰问满洲各地的日本军人。此时期关东军已经有明确的向满洲引入日本农业移民的意向，天理教可能在这时期明确了移民满洲的计划。同年8月，天理教派出调查团赴满洲调查移民事宜。天理教与东亚劝业株式会社协商，决定以哈尔滨市郊外、松花江支流阿什河右岸地区为移民地点，预备以507,326日元自东亚劝业购置7,500町步的土地。此后关东军下令中止此移民计划，其中一部分原因是所要购买的土地中一部分被假以荒地名义贱价收购，实际上是已耕熟地，故而引起纠纷。天理教通过满洲的建设事务所进行斡旋，最终改变了计划，决定在阿什河左岸购地建立移民村。尽管这一时期东亚劝业从满铁也获得了资金以补助土地收购，实际上东亚劝业的土地收购仍然引起了纠纷和不满。:32,33,37-39

### 建立与发展
1934年1月16日，关东军批准了天理教的移民申请，同年11月4日移民开始，移民成员由天理教自全国的信徒募集而来，首批共43个家庭、205人。该移民村落在天理教内被命名为“生琉里”（日语：／ furusato），村落中心设有天理教的生琉里教会、天理村小学校、诊疗所、事务所。村落周围设有通电的铁丝网以防备土匪袭击，村落的大门也设有射击孔，天理村民还从军方借用枪支以资防卫。1935年因移民的增加又建立了西生琉里。
各户所拥有的田地十分广大，以马匹拉犁耕田。由于当地气候无法种植稻米，天理村民种植小麦、小米、高粱等粮食作物，天理村种植的蔬菜运往哈尔滨市内贩卖。该村因为是乙种移民（自由移民）中最早实现稳定经营的，获得了日本国内外的关注，有不少观察团和媒体前往。:20-23
为了方便天理村与哈尔滨市之间的贸易，1936年6月开始，天理村开始建设天理村轻便铁道。在关东军的协助下，连接天理村和哈尔滨市的16公里长的铁道于同年12月完工。此前使用马车运送货物，从天理村到哈尔滨需要一天时间，使用轻便铁道则只需要30至40分钟。:42

### 困境与灭亡
二战后期，日本陷入困境，而仍然推动向满洲的农业移民。天理教在1942年末制定了3年间向满洲移民600农业人口的计划。1943年1月，设立了天理村移民推进委员会。1943年3月、9月、1944年2月至3月，分别有66户、41户165人、137户450人移民到天理村。1944年下半年以后，日本战局明显不利，但在1944年5月至8月仍然有146名移民、1945年3月又有104户453人从日本移居天理村。1945年4月仍有20户70人前往天理村。:45,46
1945年，日本战败，满洲国灭亡，天理村也在此时崩溃。苏军进入天理村，逐户收缴全部财物，有反抗者则被处决。村里男性劳力都被苏军带走。一些天理村民历时约两个月回到日本:47，在撤离满洲期间1,160人中有654人成功回到日本，死亡、失踪和残留在当地的人接近半数。原天理村村民回到日本后在三重县伊贺市和奈良县奈良市开垦田地务农。

## 传教
1936年1月起，天理教开始以天理村为据点对满洲国民进行传教。1941年以后，日本为了战争进行总体动员，天理村的传教活动减弱，集中于物资生产。据天理教记载，1943年时，生琉里的教会有日本人教团成员215人，一般信徒759人，而满洲国人信徒有2,497人。:42-44